# Tolsti vrh
Il Tolsti vrh (lett. "Monte Tolsti") con 1.7152 m s.l.m. è una cima delle Alpi di Kamnik e della Savinja.